# 尖頭鮗
尖頭鮗為輻鰭魚綱鱸形目鱸亞目七夕魚科的其中一種，分布於印度西太平洋區，包括印尼、日本、帛琉、巴布亞紐幾內亞、萬那杜、菲律賓、越南等海域，棲息深度可達15公尺，體長可達6公分，棲息在珊瑚礁及潟湖，屬肉食性，雄魚有護卵的行為，可作為觀賞魚。

## 擴展閱讀
維基物種上的相關：尖頭鮗